# 19e étape du Tour de France 1999
Pour un article plus général, voir Tour de France 1999.
La 19e étape du Tour de France 1999 s'est déroulée le samedi 24 juillet 1999. Il s'agit d'un contre-la-montre disputé autour du Futuroscope.

## Classement de l'étape
| \| Classement de l'étape \| Classement de l'étape \| Classement de l'étape \| Classement de l'étape \| Classement de l'étape \| \| Coureur \| Coureur \| Pays \| Équipe \| Temps \| \| --------------------- \| --------------------------- \| --------------------- \| -------------------------------- \| --------------------- \| \| 1er \| Lance Armstrong \| États-Unis \| US Postal Service \| DQ \| \| 2e \| Alex Zülle \| Suisse \| Banesto \| + 9 s \| \| 3e \| Tyler Hamilton \| États-Unis \| US Postal Service \| + 1 min 35 s \| \| 4e \| Ángel Casero \| Espagne \| Vitalicio Seguros-Grupo Generali \| + 1 min 37 s \| \| 5e \| Rik Verbrugghe \| Belgique \| Lotto-Mobistar \| + 2 min 03 s \| \| 6e \| Abraham Olano \| Espagne \| ONCE-Deutsche Bank \| + 2 min 18 s \| \| 7e \| Wladimir Belli \| Italie \| Festina-Lotus \| + 2 min 23 s \| \| 8e \| Álvaro González de Galdeano \| Espagne \| Vitalicio Seguros-Grupo Generali \| + 2 min 28 s \| \| 9e \| Jens Voigt \| Allemagne \| Crédit Agricole \| + 2 min 45 s \| \| 10e \| Stuart O'Grady \| Australie \| Crédit Agricole \| + 2 min 47 s \| |                             |            |                                  |              |
| |                             |            |                                  |              |
| |                             |            |                                  |              |
| Classement de l'étape |                             |            |                                  |              |
| Coureur | Coureur                     | Pays       | Équipe                           | Temps        |
| 1er | Lance Armstrong             | États-Unis | US Postal Service                | DQ           |
| 2e | Alex Zülle                  | Suisse     | Banesto                          | + 9 s        |
| 3e | Tyler Hamilton              | États-Unis | US Postal Service                | + 1 min 35 s |
| 4e | Ángel Casero                | Espagne    | Vitalicio Seguros-Grupo Generali | + 1 min 37 s |
| 5e | Rik Verbrugghe              | Belgique   | Lotto-Mobistar                   | + 2 min 03 s |
| 6e | Abraham Olano               | Espagne    | ONCE-Deutsche Bank               | + 2 min 18 s |
| 7e | Wladimir Belli              | Italie     | Festina-Lotus                    | + 2 min 23 s |
| 8e | Álvaro González de Galdeano | Espagne    | Vitalicio Seguros-Grupo Generali | + 2 min 28 s |
| 9e | Jens Voigt                  | Allemagne  | Crédit Agricole                  | + 2 min 45 s |
| 10e | Stuart O'Grady              | Australie  | Crédit Agricole                  | + 2 min 47 s |

## Classement général
À la suite du dernier contre-la-montre de cette édition, le vainqueur de l'étape l'Américain Lance Armstrong (US Postal Service) conserve bien évidement son maillot jaune. Cependant, le leader du classement général devance maintenant le Suisse Alex Zülle (Banesto) qui, grâce à sa bonne performance (2e de l'étape) en profite pour doubler l'Espagnol Fernando Escartin (Kelme-Costa Blanca) qui lui conserve tout de même sa place sur le podium devant Laurent Dufaux (Saeco-Cannondale). Autre changement, la perte de trois places par le Français Richard Virenque (Polti) au profit notamment des Espagnols Ángel Casero (Vitalicio Seguros-Grupo Generali) et Abraham Olano (ONCE-Deutsche Bank). Dernier point, l'Italien Andrea Peron (ONCE) double également le Belge Kurt Van de Wouwer (Lotto-Mobistar) et rentre dans le top 10.
et le 
| \| Classement général \| Classement général \| Classement général \| Classement général \| Classement général \| \| Coureur \| Coureur \| Pays \| Équipe \| Temps \| \| ------------------ \| ------------------ \| ------------------ \| -------------------------------- \| ------------------ \| \| 1er \| Lance Armstrong \| États-Unis \| US Postal Service \| DQ \| \| 2e \| Alex Zülle \| Suisse \| Banesto \| + 7 min 37 s \| \| 3e \| Fernando Escartín \| Espagne \| Kelme-Costa Blanca \| + 10 min 26 s \| \| 4e \| Laurent Dufaux \| Suisse \| Saeco-Cannondale \| + 14 min 43 s \| \| 5e \| Ángel Casero \| Espagne \| Vitalicio Seguros-Grupo Generali \| + 15 min 11 s \| \| 6e \| Abraham Olano \| Espagne \| ONCE-Deutsche Bank \| + 16 min 47 s \| \| 7e \| Daniele Nardello \| Italie \| Mapei-Quick Step \| + 17 min 02 s \| \| 8e \| Richard Virenque \| France \| Polti \| + 17 min 28 s \| \| 9e \| Wladimir Belli \| Italie \| Festina-Lotus \| + 17 min 37 s \| \| 10e \| Andrea Peron \| Italie \| ONCE-Deutsche Bank \| + 23 min 10 s \| |                   |            |                                  |               |
| |                   |            |                                  |               |
| |                   |            |                                  |               |
| Classement général |                   |            |                                  |               |
| Coureur | Coureur           | Pays       | Équipe                           | Temps         |
| 1er | Lance Armstrong   | États-Unis | US Postal Service                | DQ            |
| 2e | Alex Zülle        | Suisse     | Banesto                          | + 7 min 37 s  |
| 3e | Fernando Escartín | Espagne    | Kelme-Costa Blanca               | + 10 min 26 s |
| 4e | Laurent Dufaux    | Suisse     | Saeco-Cannondale                 | + 14 min 43 s |
| 5e | Ángel Casero      | Espagne    | Vitalicio Seguros-Grupo Generali | + 15 min 11 s |
| 6e | Abraham Olano     | Espagne    | ONCE-Deutsche Bank               | + 16 min 47 s |
| 7e | Daniele Nardello  | Italie     | Mapei-Quick Step                 | + 17 min 02 s |
| 8e | Richard Virenque  | France     | Polti                            | + 17 min 28 s |
| 9e | Wladimir Belli    | Italie     | Festina-Lotus                    | + 17 min 37 s |
| 10e | Andrea Peron      | Italie     | ONCE-Deutsche Bank               | + 23 min 10 s |

## Classements annexes
| Classement par points | Classement par points | Classement par points | Classement par points | Classement par points |
| Coureur               | Coureur               | Pays                  | Équipe                | Points                |
| --------------------- | --------------------- | --------------------- | --------------------- | --------------------- |
| 1er                   | Erik Zabel            | Allemagne             | Deutsche Telekom      | 293 pts               |
| 2e                    | Stuart O'Grady        | Australie             | Crédit Agricole       | 251 pts               |
| 3e                    | Christophe Capelle    | France                | BigMat-Auber 93       | 183 pts               |
| 4e                    | François Simon        | France                | Crédit Agricole       | 176 pts               |
| 5e                    | Tom Steels            | Belgique              | Mapei-Quick Step      | 170 pts               |

| Classement par points | Classement par points | Classement par points | Classement par points | Classement par points |
| Coureur               | Coureur               | Pays                  | Équipe                | Points                |
| --------------------- | --------------------- | --------------------- | --------------------- | --------------------- |
| 1er                   | Erik Zabel            | Allemagne             | Deutsche Telekom      | 293 pts               |
| 2e                    | Stuart O'Grady        | Australie             | Crédit Agricole       | 251 pts               |
| 3e                    | Christophe Capelle    | France                | BigMat-Auber 93       | 183 pts               |
| 4e                    | François Simon        | France                | Crédit Agricole       | 176 pts               |
| 5e                    | Tom Steels            | Belgique              | Mapei-Quick Step      | 170 pts               |

| Classement de la montagne | Classement de la montagne | Classement de la montagne | Classement de la montagne | Classement de la montagne |
| Coureur                   | Coureur                   | Pays                      | Équipe                    | Points                    |
| ------------------------- | ------------------------- | ------------------------- | ------------------------- | ------------------------- |
| 1er                       | Richard Virenque          | France                    | Polti                     | 273 pts                   |
| 2e                        | Alberto Elli              | Italie                    | Deutsche Telekom          | 226 pts                   |
| 3e                        | Mariano Piccoli           | Italie                    | Lampre-Daikin             | 204 pts                   |
| 4e                        | Fernando Escartín         | Espagne                   | Kelme-Costa Blanca        | 193 pts                   |
| 5e                        | Lance Armstrong           | États-Unis                | US Postal Service         | DQ                        |

| Classement de la montagne | Classement de la montagne | Classement de la montagne | Classement de la montagne | Classement de la montagne |
| Coureur                   | Coureur                   | Pays                      | Équipe                    | Points                    |
| ------------------------- | ------------------------- | ------------------------- | ------------------------- | ------------------------- |
| 1er                       | Richard Virenque          | France                    | Polti                     | 273 pts                   |
| 2e                        | Alberto Elli              | Italie                    | Deutsche Telekom          | 226 pts                   |
| 3e                        | Mariano Piccoli           | Italie                    | Lampre-Daikin             | 204 pts                   |
| 4e                        | Fernando Escartín         | Espagne                   | Kelme-Costa Blanca        | 193 pts                   |
| 5e                        | Lance Armstrong           | États-Unis                | US Postal Service         | DQ                        |

| Classement du meilleur jeune | Classement du meilleur jeune | Classement du meilleur jeune | Classement du meilleur jeune     | Classement du meilleur jeune |
| Coureur                      | Coureur                      | Pays                         | Équipe                           | Temps                        |
| ---------------------------- | ---------------------------- | ---------------------------- | -------------------------------- | ---------------------------- |
| 1er                          | Benoît Salmon                | France                       | Casino                           | 88 h 23 min 36 s             |
| 2e                           | Mario Aerts                  | Belgique                     | Lotto-Mobistar                   | + 10 min 22 s                |
| 3e                           | Francisco Tomás García       | Espagne                      | Vitalicio Seguros-Grupo Generali | + 16 min 36 s                |
| 4e                           | Francisco Mancebo            | Espagne                      | Banesto                          | + 21 min 32 s                |
| 5e                           | Luis Pérez Rodríguez         | Espagne                      | ONCE-Deutsche Bank               | + 23 min 54 s                |

| Classement du meilleur jeune | Classement du meilleur jeune | Classement du meilleur jeune | Classement du meilleur jeune     | Classement du meilleur jeune |
| Coureur                      | Coureur                      | Pays                         | Équipe                           | Temps                        |
| ---------------------------- | ---------------------------- | ---------------------------- | -------------------------------- | ---------------------------- |
| 1er                          | Benoît Salmon                | France                       | Casino                           | 88 h 23 min 36 s             |
| 2e                           | Mario Aerts                  | Belgique                     | Lotto-Mobistar                   | + 10 min 22 s                |
| 3e                           | Francisco Tomás García       | Espagne                      | Vitalicio Seguros-Grupo Generali | + 16 min 36 s                |
| 4e                           | Francisco Mancebo            | Espagne                      | Banesto                          | + 21 min 32 s                |
| 5e                           | Luis Pérez Rodríguez         | Espagne                      | ONCE-Deutsche Bank               | + 23 min 54 s                |

| Classement par équipes | Classement par équipes | Classement par équipes | Classement par équipes |
| Équipe                 | Équipe                 | Pays                   | Temps                  |
| ---------------------- | ---------------------- | ---------------------- | ---------------------- |
| 1re                    | Banesto                | Espagne                | 264 h 12 min 24 s      |
| 2e                     | ONCE-Deutsche Bank     | Espagne                | + 8 min 16 s           |
| 3e                     | Festina-Lotus          | France                 | + 16 min 13 s          |
| 4e                     | Kelme-Costa Blanca     | Espagne                | + 23 min 48 s          |
| 5e                     | Mapei-Quick Step       | Belgique               | + 24 min 13 s          |

| Classement par équipes | Classement par équipes | Classement par équipes | Classement par équipes |
| Équipe                 | Équipe                 | Pays                   | Temps                  |
| ---------------------- | ---------------------- | ---------------------- | ---------------------- |
| 1re                    | Banesto                | Espagne                | 264 h 12 min 24 s      |
| 2e                     | ONCE-Deutsche Bank     | Espagne                | + 8 min 16 s           |
| 3e                     | Festina-Lotus          | France                 | + 16 min 13 s          |
| 4e                     | Kelme-Costa Blanca     | Espagne                | + 23 min 48 s          |
| 5e                     | Mapei-Quick Step       | Belgique               | + 24 min 13 s          |